# Consejo Nacional de Acreditación

Isotipo oficial del Consejo Nacional de Acreditación

El Consejo Nacional de Acreditación (CNA) es una entidad de carácter pública adscrita al Sistema Nacional de Acreditación del Ministerio de Educación de Colombia, creado por la Ley 30 del 28 de diciembre de 1992. Su objetivo es garantizar que las instituciones y programas que se acreditan cumplen los más altos niveles de calidad. La Acreditación es un testimonio que da el Estado sobre la calidad de un programa o institución, con base en un proceso previo de evaluación que realiza la Institución de Educación Superior (IES) y que posteriormente el CNA designa unos pares académicos para corroborar los resultados de dicha autoevaluación.
Este proceso mantiene la idea de la autonomía y la autorregulación de las Instituciones de Educación Superior, por lo que el CNA está compuesto principalmente por personas de la academia y un banco de pares académicos, quienes a través de largas deliberaciones lograron consensos alrededor de puntos centrales del Sistema como el modelo y sus fases, concepto de calidad, factores y características, metodología de la autoevaluación, evaluación de los pares, etc. La evaluación externa de los pares por lo tanto es un complemento del proceso de autoevaluación.

## Acreditación de programas
La acreditación cumple con el propósito de hacer reconocimiento público del logro de altos niveles de calidad, basado en los siguientes factores:
- Misión y proyecto institucional
- Características asociadas a los estudiantes
- Características asociadas a los profesores
- Procesos académicos
- Bienestar Institucional
- Organización, administración y gestión
- Egresados e impactos sobre el medio
- Recursos físicos y financieros

Para el año 2011, 1.279 programas solicitaron visita de pares, de los cuales 1.101 obtuvieron la acreditación. 787 de ellos era la primera vez que obtenían la acreditación y 314 fueron reacreditados.

## Acreditación institucional
La acreditación institucional reconoce la calidad de las instituciones de educación superior, así como valora el cumplimiento de su misión y su impacto social. Esta acreditación es un complemento de la acreditación de los programas.

En la acreditación Institucional, la calidad se determina por el logro tanto de los fines como de los objetivos de la Educación Superior, por la capacidad para autoevaluarse y autorregularse, por la pertinencia social de los postulados de la misión y del proyecto institucional, por la manera como se cumplen las funciones básicas de docencia, investigación y proyección social, por el impacto de la labor académica en la sociedad y por el desarrollo de las áreas de administración y gestión, bienestar y de recursos físicos y financieros. La acreditación institucional apunta sustancialmente a valorar la capacidad de la institución para sostener en el mediano y largo plazo, su proyecto institucional y educativo, su capacidad para enfrentar y dar respuesta oportuna a los rápidos cambios que plantea el entorno. Es más, una mirada hacia delante, hacia el futuro.
Sistema Nacional de Acreditación

### Instituciones acreditadas
| N.º | Institución                                                          | Duración |
| --- | -------------------------------------------------------------------- | -------- |
| 1   | Universidad de Antioquia                                             | 10 años  |
| 2   | Universidad del Valle                                                | 10 años  |
| 3   | Universidad de los Andes                                             | 10 años  |
| 4   | Universidad Nacional de Colombia                                     | 10 años  |
| 5   | Pontificia Universidad Javeriana                                     | 10 años  |
| 6   | Universidad Industrial de Santander                                  | 10 años  |
| 7   | Universidad Tecnológica de Pereira                                   | 10 años  |
| 8   | Universidad de La Sabana                                             | 10 años  |
| 9   | Universidad del Rosario                                              | 8 años   |
| 10  | Universidad Militar Nueva Granada                                    | 8 años   |
| 11  | Universidad EAFIT                                                    | 8 años   |
| 12  | Escuela Colombiana de Ingeniería Julio Garavito                      | 8 años   |
| 13  | Universidad del Norte                                                | 8 años   |
| 14  | Universidad Externado de Colombia                                    | 8 años   |
| 15  | Universidad Santo Tomás                                              | 8 años   |
| 16  | Universidad del Cauca                                                | 8 años   |
| 17  | Universidad de Caldas                                                | 8 años   |
| 18  | Colegio de Estudios Superiores de Administración                     | 8 años   |
| 19  | Universidad Distrital Francisco José de Caldas                       | 8 años   |
| 20  | Universidad de La Salle                                              | 8 años   |
| 21  | Universidad Pontificia Bolivariana                                   | 8 años   |
| 22  | Universidad de Sucre                                                 | 6 años   |
| 23  | Escuela de Ingeniería de Antioquia                                   | 6 años   |
| 24  | Instituto Tecnológico Metropolitano                                  | 6 años   |
| 25  | Universidad CES                                                      | 6 años   |
| 26  | Universidad de Medellín                                              | 6 años   |
| 27  | Universidad El Bosque                                                | 6 años   |
| 28  | Universidad Pedagógica y Tecnológica de Colombia                     | 6 años   |
| 29  | Universidad ICESI                                                    | 6 años   |
| 30  | Universidad EAN                                                      | 6 años   |
| 31  | Universidad Tecnológica de Bolívar                                   | 4 años   |
| 32  | Universidad de Cartagena                                             | 4 años   |
| 33  | Universidad de Manizales                                             | 4 años   |
| 34  | Fundación Universidad de Bogotá Jorge Tadeo Lozano                   | 4 años   |
| 35  | Universidad de San Buenaventura                                      | 4 años   |
| 36  | Universidad Autónoma de Occidente                                    | 4 años   |
| 37  | Universidad Autónoma de Bucaramanga                                  | 4 años   |
| 38  | Universidad Santiago de Cali                                         | 4 años   |
| 39  | Fundación Universitaria del Área Andina                              | 4 años   |
| 40  | Escuela Naval de Suboficiales A.R.C. Barranquilla                    | 4 años   |
| 41  | Escuela de Suboficiales de la Fuerza Aérea Colombiana Andrés M. Díaz | 4 años   |
| 42  | Dirección Nacional de Escuelas                                       | 4 años   |
| 43  | Universidad Libre                                                    | 4 años   |
| 44  | Universidad Pedagógica Nacional                                      | 4 años   |
| 45  | Universidad del Magdalena                                            | 4 años   |
| 46  | Tecnológico de Antioquia                                             | 4 años   |
| 47  | Universidad Central                                                  | 4 años   |
| 48  | Universidad de la Costa                                              | 4 años   |
| 49  | Fundación Universitaria Los Libertadores                             | 4 años   |